# Sam Haskins
Sam Haskins, geboren als Samuel Joseph Haskins (* 11. November 1926 in Kroonstad, Oranje-Freistaat; † 26. November 2009, in Bowral, Australien) war ein südafrikanischer Fotograf. Insbesondere sein Beitrag zur Aktfotografie, seine Fotomontagen und seine Bücher machten ihn bekannt; Cowboy Kate (1965) und Haskins Posters (1973) sind seine wohl wichtigsten Bände.
In den Jahren von 2000 bis 2005 war Haskins vor allem als Modefotograf für die Magazine Vogue, Harper’s Bazaar, Allure und New York tätig. Im Jahr 2006 veröffentlicht er eine erweiterte Neuauflage von Cowboy Kate als 'Directors Cut' Edition und im Jahr 2009 erscheint durch The Haskins Press das Buch Fashion Etcetera, Sam Haskins erstes Buch nach 24 Jahren. Es ist ein thematischer Querschnitt seines Archivs und spiegelt seine lebenslange Leidenschaft für Mode, Stil und Design wider. Am 19. September 2009 erlitt Sam Haskins einen Schlaganfall in New York. Es war der Eröffnungstag seiner Ausstellung und Veröffentlichung seines Buches Fashion Etcetera in der Milk Gallery. Neun Wochen später starb er zu Hause in Bowral.

## Kindheit und Jugend
Sein Vater Ben war Güterkontrolleur bei der dortigen Eisenbahn, der South African Railways.
Sam Haskins’ Kreativität wurde schon früh genährt; als Kind interessierte er sich für das Zeichnen, für Zauberkunststücke, das Bauen von Papierdrachen und für den Zirkus. In seiner Jugend trieb er viel Sport: er war talentierter Hürdenläufer und heuerte bei einem Zirkus an, der ihm nach seiner Lehrzeit eine Stelle als Trapezkünstler anbot.

## Ausbildung
Sam Haskins besuchte von 1945 bis 1948 das Johannesburg Technical College, die Technische Fachhochschule Johannesburg, wo er ein allgemeines Kunststudium absolvierte. Anschließend belegte er weiterführende Lehrveranstaltungen zur Fotografie.
Zwischen 1949 und 1951 studierte er an der London School of Printing and Graphic Arts, die später erst in London College of Printing und dann in London College of Communication umbenannt wurde.

## Heirat und Familie
1952 heiratete Sam Haskins Alida Elzabe van Heerden, die zwei Söhne gebar: Ludwig (geb. am 4. August 1955) und Konrad (geb. am 26. Januar 1963). Nach der Heirat gab Alida ihre Arbeit in der Modebranche auf und half bei der Arbeit ihres Mannes. Schon früh, als Sam Haskins noch ein gänzlich unbekannter Fotograf war, vertrat ihn Alida vor den Verlagen, zum ersten Mal für Fünf Mädchen. Seitdem führte sie die Verhandlungen für alle weiteren Bücher Sam Haskins’ und hatte damit bedeutenden Anteil an seiner Karriere.

## Karriere
Haskins’ Karriere begann 1953 in Johannesburg mit der Werbefotografie. Dort führte er das vermutlich erste freischaffende Werbestudio in Afrika. Seine kommerziellen Arbeiten deckten ein breites fotografisches Spektrum ab – von Stillleben bis hin zu Industriebildern sowie Mode- und Luftaufnahmen. Die erste offizielle Ernte seiner kreativen Arbeit war eine Einzelausstellung in einem bekannten Johannesburger Kaufhaus namens John Orrs im Jahre 1960. Dort stellte Haskins schwarz-weiße Studiofotografien von Modellen aus sowie Bilder von Puppen der jungen Elisabeth Langsch, die später zur führenden Keramikerin der Schweiz wurde.
In den sechziger Jahren veröffentlichte Haskins vier Bücher, die seinen internationalen Ruf und seine fotografischen Markenzeichen etablierten. Fünf Mädchen (1964) erforschte einen frischen Zugang zur Fotografie des nackten, weiblichen Körpers. Haskins experimentierte hier erstmals mit Schwarz-weiß-Drucken, dem Zuschneiden von Bildern und dem Buchdesign, mit den drei Merkmalen, die alle seine folgenden Bücher unverwechselbar machten. Cowboy Kate (1964) war wahrscheinlich der erste schwarz-weiße Bildband des 20. Jahrhunderts, der das schwarz-weiße fotografische Korn als Mittel für den künstlerischen Ausdruck und für die Bildkomposition erforschte. Das Buch setzte neue Standards – es verkaufte sich eine Million Mal und gewann 1964 den französischen Prix Nadar. Auch heute noch fühlen sich Fotografen, Filmemacher, Modedesigner und Maskenbildner von Cowboy Kate beeinflusst, mehr als fünf Jahrzehnte nach der Veröffentlichung des Bandes.
Ein Mangel an Exemplaren der Originalausgabe, die für bis zu 3000 USD an Sammler/Liebhaber verkauft wurde, führte Haskins dazu, eine digital nachbearbeitete 'Director’s Cut' Ausgabe im Oktober 2006 im Verlag Rizzoli zu veröffentlichen. Die neue Ausgabe von Cowboy Kate, abgesehen von Bildnachbearbeitungen und Veränderungen im Layout, bietet zusätzlich 16 Seiten mit neuen Bildern.
November Girl (1966) enthält eine Reihe von Fotos und Bildcollagen, die als Ausgangspunkt für viele grafische und surrealistische Experimente in den 1970er und 80er Jahren gelten. Vision Afrika (1967) ist eine visuelle Hommage an die indigenen Völker, die Kultur, die Landschaft und die wild lebenden Tiere Schwarzafrikas. Die Bilder drücken Haskins’ lebenslanges Interesse aus, optisch stimulierende Landschaften zu fotografieren und dokumentieren seine Leidenschaft für indigenes Kunsthandwerk. Während der Aufnahmen für Vision Afrika zog sich Haskins Knochenbrüche auf Flussschnellen zu und verschliss auf Afrikas Schotterpisten zwei Volvo-Kombis. Obwohl das Buch 1969 die Silver Medal auf der International Art Book Competition in Jerusalem gewann, ist dieses akribisch exakt konstruierte Buch das wohl am wenigsten bekannte unter Haskins’ wesentlichen Bildbänden. Bei ernsthaften Sammlern afrikanischer Kunst und Fotografie ist diese leidenschaftliche Liebeserklärung an Schwarzafrika jedoch sehr begehrt.
Im Jahr 1968 zog Haskins nach London und leitete dort in einer Seitenstraße der King’s Road das Fotostudio Glebe Place. Dort arbeitete er für viele internationale Marken – Asahi Pentax, Bacardi, Cutty Sark Whisky, Honda, BMW, Haig Whisky, De Beers, British Airways, Unilever and Zanders – und spezialisierte sich darauf, die Herstellung von Fotokalendern künstlerisch zu betreuen und für sie Bilder zu fertigen, insbesondere für die japanische Firma Asahi Pentax. Der erste Kontakt mit dem Unternehmen fand 1967 statt, als Asahi Optical Haskins eine 35-mm-Kamera überreichte, nachdem bekannt geworden war, dass die Aufnahmen für Vision Afrika mit den Produkten anderer Hersteller gemacht worden waren. Obwohl Haskins Ende der 60er und in den frühen 70er Jahren Hasselblad bevorzugte, führte seine Verbundenheit mit der Mittelformatkamera Pentax 6×7 und ihren optisch hochwertigen Objektiven zu einer langen Partnerschaft mit dem Kamerahersteller. Von 1970 bis 2000 produzierte Asahi Optical (später bekannt als Pentax) 30 Kalender, 15 von ihnen betreute Sam Haskins als Art Director und als Fotograf, einschließlich des Kalenders zum Jahrtausendwechsel. Er blieb der einzige Künstler, der mehr als einmal eingeladen wurde, Aufnahmen zu dem Asahi Optical Kalender beizusteuern. Die enge Verbindung mit der Firma setzt sich auch heute noch fort: Die Pentax Forum Gallery in Tokio richtet Haskins’ dortige Ausstellungen aus.
Seinen ersten farbigen Bildband, Haskins Posters, veröffentlichte Haskins im Jahr 1972. Das großformatige Buch enthielt einseitig bedruckten Seiten aus schwerem, steifem Papier und war so gebunden, dass einzelne Seiten entnommen und als Poster genutzt werden konnten ('perfect binding'). Haskins und seine Frau Alida traten selbst als Herausgeber des Bandes auf und publizierten es erfolgreich im Eigenverlag Haskins Press. Der Bildband gewann den Gold Award der New York One Show. Das damals bekannteste Bild aus Haskins Posters, die Aufnahme eines Mädchengesichts, das von einem Apfel überlagert wird, um dessen Stiel eine Biene kreist, erschien weltweit in den meisten großen Fotomagazinen. Dieses Bild war Teil einer Reihe von visuellen und grafischen Experimenten um das Motiv des Apfels, weshalb ihm Fotojournalisten den Spitznamen 'Sam der Apfelmann' gaben.
In Haskins Posters waren bereits viele Motive und Themen enthalten, die der Fotograf in den folgenden dreißig Jahren zu seiner künstlerischen Handschrift weiterentwickelte. Zu den visuellen Hauptthemen zählten die Kompositionen von Nackten, mit stark grafisch bestimmten Arrangements und mit einem Charakter, der von der Natürlichkeit der Modelle geprägt war. In ihrem Aufbau folgten diese Bilder Haskins' Interesse für grafische Experimente, für den Humor und für die sinnliche Erotik.
Ein wiederkehrendes Element in fast allen Bildern Haskins’ ist die Spannung in der Oberfläche des Fotos, die er mittels flacher, grafischer Elemente in räumlichem Helldunkel erzeugt – ein Thema, das an Haskins’ Beschäftigung mit der Malerei während seines Kunststudiums erinnert.
Um solche Effekte zu erzielen, setzte Haskins ausgeklügelte Beleuchtung in Verbindung mit Doppelbelichtungen ein. Sein hochkreativer und vom Designgedanken bestimmter Zugang zur Beleuchtung spielte eine Schlüsselrolle sowohl in seiner Studioarbeit wie am Set. Häufig entwarf er komplexe Lichtdesigns, die für ein einziges Foto galten und nicht reproduzierbar waren. Zuletzt wählte Haskins diesen Zugang in der Arbeit zum 75-jährigen Jubiläum des Magazins New York, als er im August 2006 in den New Yorker Pier 57 Studios fotografierte.
Die grafischen Elemente, die Haskins in seine Fotografien einbaute, malte und konstruierte der Künstler häufig selbst. Als Inspirationsquellen dienten Formen aus dem Surrealismus, fremde Illustrationen, Filme und modernes Grafikdesign.
Die grafischen Experimente, die zuerst in Haskins Posters und den entsprechenden Ausstellungen in der Londoner Photographer’s Gallery und im Nationaltheater zu sehen waren, mündeten in das Buch Photo Graphics (1980). Der Titel des Buches prägte einen neuen Begriff in der Fotografie, der seitdem weithin verwendet wird.
Haskins’ nächstes Buch, Sam Haskins à Bologna (1984) resultierte aus der persönlichen Einladung des Bürgermeisters von Bologna, die Stadt zu fotografieren. Die Veröffentlichung wurde von einer Ausstellung in Bologna begleitet. In der Folge entstanden zwei ähnliche Projekte, die visuell einmaligen Orten ein Denkmal setzten: eines in Barcelona (1991) und ein weiteres in Kaschmir (zwischen 1992 und 1994).
Im Jahre 2000 zogen Haskins und seine Frau Alida in die australischen Southern Highlands, wo sie das dritte Wohn- und Arbeitshaus ihrer Partnerschaft bauten. Der Wegzug aus London führte zu einer Renaissance von Haskins’ Modefotografie. Obwohl er schon in den Anfängen seiner Karriere an der Modefotografie stark interessiert war und viele Modeschöpfer ihm für die Einflüsse öffentlich dankten, die Cowboy Kate auf sie ausgeübt hat, wurde Haskins von den Größen der Modewelt nicht umworben, ebenso wenig, wie er sie umwarb. Ein Foto-Shooting für Yves Saint Laurent im Jahr 2000 in Paris führte zu der Wiederentdeckung Haskins’ alter Leidenschaft – und zu einer Flut von Aufträgen in London, New York, Paris, Tokio und Sydney der großen Modehäuser und Modemagazine.
Im Dezember 2006, einen Monat nach seinem 80. Geburtstag, eröffnete die erste Retrospektive seiner Arbeiten (mit dem Schwerpunkt Porträtfotografie) in der National Porträt Galerie in Canberra, Australien. Zum ersten Mal wurden Haskins’ Fotos in einer Nationalgalerie gezeigt. Die Ausstellung lief bis zum 22. April 2007.
Sie zeigte noch nie zuvor ausgestellte Porträts anderer Künstler, zu denen auch der verstorbenen Jean-Michel Folon gehörte, ein Grafikkünstler, den Sam Haskins besonders schätzte. Obwohl die eine oder andere Aufnahme dieser persönlichen Porträt-Reihe bereits veröffentlicht worden war, stammte die Mehrzahl aus einer verschlossenen Sammlung, die Jahrzehnte der Freundschaft mit anderen Künstlern dokumentierte.
Zuletzt konzentrierte sich Sam Haskins auf die Erstellung eines neuen Bildbands und einer Ausstellung mit Aufnahmen aus einem fünf Jahrzehnte umfassenden Archiv. Parallel dazu nahm er handverlesene Aufträge aus dem Modebereich an und arbeitete dort mit verschiedenen führenden Models und Schauspielerinnen sowie mit neuen Gesichtern.

## Vorbilder
Sam Haskins war eine Ausnahme unter den Fotografen, da er auch als Designer anerkannt war. Entsprechend sprach er bei verschiedenen Gelegenheiten Künstlern beider Richtungen für ihren Einfluss auf seine Arbeit Anerkennung aus: Irving Penn, Richard Avedon, Edward Steichen und Henri Cartier-Bresson. Designer und Typografen: Edward McKnight Kauffer, Paul Rand, Louis Dorfsman, Willy Fleckhaus, Alexei Brodowitsch, Herb Lubalin, Milton Glaser, Paul Rand und Saul Bass. Maler: René Magritte, Surrealismus, Dadaismus, Impressionismus, Post-Impressionismus, die Kunst des 20. Jahrhunderts aus Paris, Pop-Art. Filmemacher: Federico Fellini, Carol Reed (für seine Regiearbeit in Der dritte Mann), Sergei Eisenstein (hauptsächlich für seine Regiearbeit in  Streik).

## Berühmte Fotografien von Sam Haskins
Das ist eine Auswahl von Aufnahmen, die als besonders charakteristisch für Sam Haskins’ Fotografie gelten (mit Links zur Website des Autors). Alle diese Aufnahmen waren bei Magazinen und Buchredakteuren beliebt und wurden daher mehrfach veröffentlicht.
- Gill aus Fünf Mädchen im Profil  1963
- Der Cowboy Kate Pistolengürtel, Frontansicht  1965
- Der Cowboy Kate Pistolengürtel, Rückansicht  1965
- Massai und Pondo Frauen (orig. Masai and Pondo ladies)  wurde im Jahr 2006 für eine doppelseitige Veröffentlichung aus Bildern des Bildbands Vision Afrika gestaltet, 1967
- Stimmungsschwankungen (orig. Mood swings) ein vor kurzem erschienener Abdruck, der das Titelbild von Haskins Posters bekannten, starken Gesichtern aus November Girls gegenüberstellt, 1973 & 1966
- Das Apfel-Gesicht (orig. The Apple Face)  aus Haskins Posters, das wahrscheinlich meistgedruckte Bild von Sam Haskins, 1973
- Lindy Run  aus Haskins Posters ist ein Bild, das für die Dynamik von Haskins Modefotografie steht, 1973
- Delia mit zwei Fischen (orig. Delia with two fish)  aus einem Pentax Kalender , aufgenommen auf den Seychellen, 1973
- Fotomontage einer Stadtlandschaft  aus Sam Haskins à Bologna, 1984
- Maria Carla Boscono  fotografiert in London für Vogue Japan, 2002

## Diashow
Sam Haskins entwickelte eine Mittelformat-Diashow, die bis zu 500 Bilder umfasste, von denen jedes sieben Sekunden lang angezeigt wird. Dazu läuft synchron Musik. Diese Diashows wurden mit einem traditionellen, manuellen Diaprojektor gezeigt, der von Haskins mit Hilfe einer Dunkelkammer-Zeitschaltuhr bedient wurde. Die Vorführung wurde zum ersten Mal im Jahre 1970 auf einer internationalen Fotokonferenz in Brighton gezeigt und zog mit riesigem Erfolg weltweit durch mehr als 50 Städte, wo sie Theater, Kinos und Konferenzsäle der Fotografiemessen füllte.
Da alle Mittelformat-Bilder vor 1970 mit Hasselblad oder Rolleiflex Kameras aufgenommen wurden, hatten die Dias das Format von 6 cm × 6 cm. 1970 bekam Sam in Tokio seine erste 6x7-Pentax-Kamera ausgehändigt, aber es sollte noch einige Jahre dauern, bis eine ausreichende Anzahl von 6x7-Dias für die Show zur Verfügung stand. Als 1975 seine Vorführungen größere internationale Bekanntheit erlangten, konvertierte Haskins alle seine Dias in das 6x7-Format.

## Lehr- und Gutachtertätigkeiten
Sam Haskins kehrte im Jahr 1975 zu seiner Universität, dem London College of Printing, als externer Gutachter für den Diplomstudiengang der Fotografie zurück. Diese Position besetzte er bis 1982.
Zwischen 1980 und 1985 leitete er darüber hinaus einwöchige Seminare für Autoren, Kameramänner sowie Regisseure und Bühnendesigner an der Akademie des Norwegischen Fernsehens in Oslo.
In den siebziger Jahren leitete er einwöchige Lehrgänge für Semiprofis und Profis in Italien, Schweden und Südafrika.
Andere Lehraufträge beschränkten sich meist auf eintägige Workshops auf Fotomessen und für Gruppen, die sein Studio besuchen. Haskins pflegt eine Verbindung zur Syracuse University in den USA und betreute jeden Sommer der Jahre 1975 bis 1988 eine Gruppe von Austauschstudenten in seinem Londoner Studio.

## Bibliographie

### Bücher von Sam Haskins

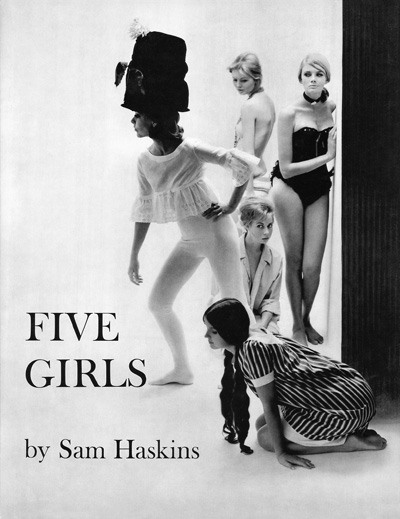
Titelbild von Fünf Mädchen von Sam Haskins, 1962

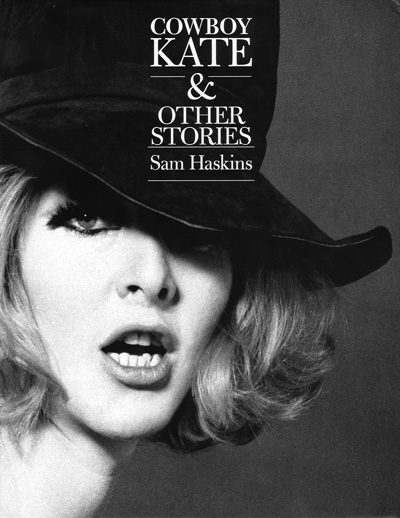
Titelbild der Originalausgabe von Cowboy Kate, 1964

| Five Girls (dt. Titel, Fünf Mädchen) |                                                            |
| ------------------------------------ | ---------------------------------------------------------- |
| Entwurf, Fotografie & Design         | Sam Haskins                                                |
| Format                               | 144 Seiten, 350 × 270 mm, in der Buchkassette, Offsetdruck |
| Bilder                               | Schwarz-weiß-Fotografien                                   |
| Gedruckt in                          | USA                                                        |
| Library of Congress Katalognummer.   | 62-20049                                                   |
| Einführung von                       | Aaron Sussman                                              |
| Gebundene Ausgabe, 1962              |                                                            |
| Crown Publishing Inc.                | New York City                                              |
| Bodley Head                          | London                                                     |
| Europäische Bücherei Hieronimi       | Bonn                                                       |
| Taschenbuch-Ausgabe                  |                                                            |
| Bantam Books                         | New York City                                              |
| Corgi                                | London                                                     |

| Cowboy Kate                            |                                                          |
| -------------------------------------- | -------------------------------------------------------- |
| Entwurf, Fotografie & Design           | Sam Haskins                                              |
| Format                                 | 160 Seiten, 350 × 270 mm, in der Buchkassette, Tiefdruck |
| Bilder                                 | Schwarzweißfotografien                                   |
| Gedruckt von                           | Heliographia S.A., Lausanne                              |
| Library of Congress Katalognummer.     | 67-112870                                                |
| Einführung von                         | Norman Hall                                              |
| Getextet von                           | Desmond Skirrow                                          |
| Gebundene Ausgabe, 1964                |                                                          |
| Crown Publishing Inc.                  | New York City                                            |
| Bodley Head                            | London                                                   |
| Edition Prisma                         | Paris                                                    |
| Europäische Bücherei Hieronimi         | Bonn                                                     |
| Besige Bij                             | Amsterdam                                                |
| Taschenbuch-Ausgabe                    |                                                          |
| Bantam Books                           | New York City                                            |
| Corgi                                  | London                                                   |
| Europäische Bücherei Hieronimi         | Bonn                                                     |
| Signierte und limitierte Ausgabe, 1974 |                                                          |
| Haskins Press                          | London                                                   |

| November Girl                     |                                                          |
| --------------------------------- | -------------------------------------------------------- |
| Entwurf, Fotografie & Design      | Sam Haskins                                              |
| Format                            | 129 Seiten, 350 × 270 mm, in der Buchkassette, Tiefdruck |
| Bilder                            | Schwarz-weiß-Fotografien                                 |
| Gedruckt von                      | Heliographia S.A., Lausanne                              |
| Library of Congress Katalognummer | 71-385000                                                |
| Getextet von                      | Desmond Skirrow                                          |
| Gebundene Ausgabe, 1966           |                                                          |
| Grossett & Dunlap                 | New York City                                            |
| The Bodley Head                   | London                                                   |
| Edition Prisma                    | Paris                                                    |
| Europäische Bücherei Hieronimi    | Bonn                                                     |
| Taschenbuch-Ausgabe               |                                                          |
| Bantam Books                      | New York City                                            |
| Corgi                             | London                                                   |

| African Image (dt. Titel, Vision Afrika) |                                                          |
| ---------------------------------------- | -------------------------------------------------------- |
| Entwurf, Fotografie & Design             | Sam Haskins                                              |
| Format                                   | 160 Seiten, 350 × 270 mm, in der Buchkassette, Tiefdruck |
| Bilder                                   | Schwarz-weiß-Fotografie                                  |
| Gedruckt von                             | Heliographia S.A., Lausanne                              |
| Library of Congress Katalognummer        | (Es wurde keine Katalognummer vergeben.)                 |
| Vorwort von                              | Leo Fritz Gruber                                         |
| Gebundene Ausgabe, 1967                  |                                                          |
| Thomas Crowell                           | New York City                                            |
| Bodley Head                              | London                                                   |

| Haskins Posters                     |                                                                               |
| ----------------------------------- | ----------------------------------------------------------------------------- |
| Entwurf, Fotografie & Design        | Sam Haskins                                                                   |
| Umschlags-Design/Typographie        | Alan Fletcher für Pentagram                                                   |
| Format                              | 32 Seiten, 480x350 mm, Taschenbucheinband (Soft Cover), herausnehmbare Seiten |
| Bilder                              | Farb- und Schwarzweißfotografien                                              |
| Gedruckt von                        | Lichtdruck AG, Dielsdorf                                                      |
| Library of Congress Katalognummer   | 73-176000                                                                     |
| Vorwort von                         | Sam Haskins                                                                   |
| Taschenbuch (Erstausgabe), 1972     |                                                                               |
| Haskins Press                       | London                                                                        |
| Thomas Crowell                      | New York City                                                                 |
| Fitzhenry                           | Toronto                                                                       |
| Westside Ltd                        | Toronto                                                                       |
| KKK                                 | Tokio                                                                         |
| Europäische Bücherei Hieronimi      | Bonn                                                                          |
| Limitierte, gebundene Ausgabe, 1972 |                                                                               |
| Umschlagsgestaltung von             | Paul Colsell für Pentagram                                                    |

| Photo Graphics                    |                                                          |
| --------------------------------- | -------------------------------------------------------- |
| Entwurf, Fotografie & Design      | Sam Haskins                                              |
| Format                            | 100 Seiten, 310x245 mm, in der Buchkassette, Offsetdruck |
| Bilder                            | Schwarzweiß- und Farbfotografien                         |
| Gedruckt von                      | Rotovision, Geneva                                       |
| Library of Congress Katalognummer | 82-126090                                                |
| Gebundene Ausgabe, 1980           |                                                          |
| Rotovision S.A.                   | London                                                   |
| Rotovision S.A.                   | Genf                                                     |
| Colucci Edizione                  | Mailand                                                  |
| Nippon Geijutsu Shp.              | Tokio                                                    |

| Sam Haskins à Bologna             |                                                                |
| --------------------------------- | -------------------------------------------------------------- |
| Entwurf, Fotografie & Design      | Sam Haskins                                                    |
| Format                            | 88 Seiten, 280 × 240 mm, Taschenbuch (Soft Cover), Offsetdruck |
| Bilder                            | Schwarz-weiß- und Farbfotografien                              |
| Gedruckt in                       | Bologna                                                        |
| Library of Congress Katalognummer | (Es wurde keine Katalognummer vergeben.)                       |
| Einführung von                    | Profs. Carlo Gentile & Renzo Renzi                             |
| Gebundene Ausgabe, 1984           |                                                                |
| Graphis Edizione                  | Bologna                                                        |

| Cowboy Kate (Director's Cut)(1)   |                                                            |
| --------------------------------- | ---------------------------------------------------------- |
| Entwurf, Fotografie & Design      | Sam Haskins                                                |
| Format                            | 194 Seiten, 350 × 270 mm, in der Buchkassette, Offsetdruck |
| Bilder                            | Schwarz-weiß-Fotografien                                   |
| Gedruckt in                       | China                                                      |
| Library of Congress Katalognummer | 2006923016                                                 |
| Vorwort von                       | Philippe Garner                                            |
| Einführung von                    | Norman Hall                                                |
| Getextet von                      | Desmond Skirrow                                            |
| Gebundene Ausgabe, 2006           |                                                            |
| Rizzoli                           | New York City                                              |

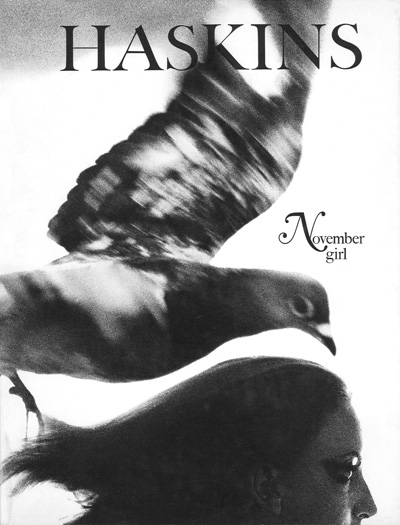
Titelbild von Sam Haskins' November Girl.

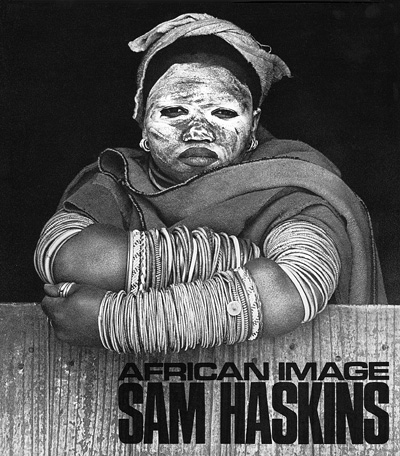
Titelbild von Sam Haskins' African Image, 1967.

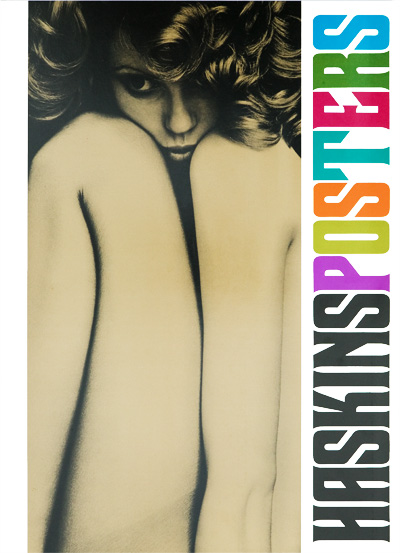
Titelbild von Sam Haskins' Haskins Posters, 1972.

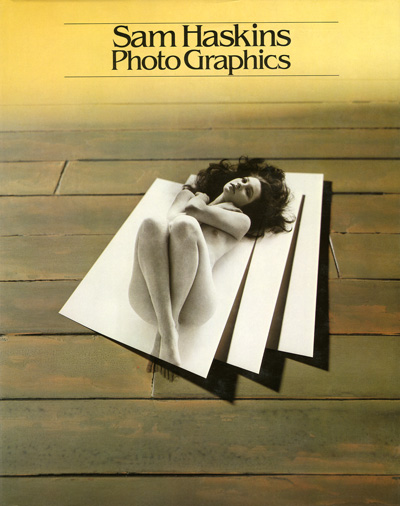
Titelbild von Sam Haskins' Photo Graphics, 1980.

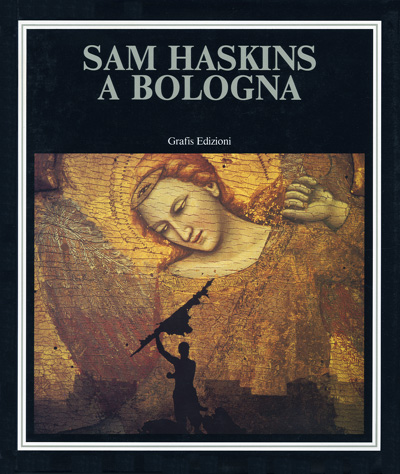
Titelbild von Sam Haskins à Bologna, 1984.

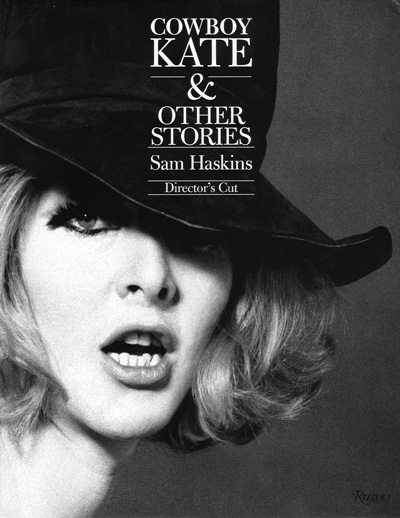
Titelbild der 'Director's Cut' Ausgabe von Cowboy Kate, 2006.

(1) Cowboy Kate and other stories – Director’s Cut wurde vom Autor digital nachbearbeitet und 2006 mit 16 zusätzlichen Bildern veröffentlicht. Anders als das Original, das im Tiefdruckverfahren in der Schweiz gedruckt wurde, wurde die neue Ausgabe im Offsetdruck erstellt.

### Bücher mit Bildern von Sam Haskins
| Erscheinungsjahr                  | Erscheinungsort      | Buchtitel                                    | Redakteur/ Autor                  |
| --------------------------------- | -------------------- | -------------------------------------------- | --------------------------------- |
| 1964                              | Tokio                | Photography of the World                     | Heibonsha Ltd                     |
| 1966                              | Kapstadt             | Silver Images                                | Dr A Bensusan                     |
| 1966                              | London               | British Journal of Photography Annual        | Arthur Dalladay                   |
| 1966 + '68, '71-'75, '77-'82, '84 | Zürich               | Photographis                                 | Walter Herdeg                     |
| 1968                              | London               | British Journal of Photography Jahresausgabe | Arthur Dalladay                   |
| 1970                              | Genf                 | Art Director's Index to Photographers(1)     | Rotovision                        |
| 1970 +'71, '73, '75, '77          | Tokio                | Pentax Forum                                 | Pentax                            |
| 1970                              | München              | 4 Meister der Erotischen Fotografie          | Photokina                         |
| 1970                              | Köln                 | Photokina Bilder und Texte                   | Photokina                         |
| 1971                              | London/New York      | Views on Nudes                               | Bill Jay                          |
| 1974                              | Zürich               | Graphis Posters                              | Walter Herdeg                     |
| 1974                              | New York City        | The One Show                                 | New York Art Director's Club      |
| 1975                              | Freiburg im Breisgau | Friburg International Trienalle              | Friburg Museum of Art             |
| 1976                              | London               | Graphis Glamour Calendar Art                 | Michael Colmer                    |
| 1977                              | London               | Photography 35-mm-Kamera                     | R H Mason                         |
| 1977                              | Tokio                | Asahi Pentax Annual                          | Pentax                            |
| 1977                              | Köln                 | Geschichte der Fotografie im 20. Jahrhundert | Peter Tausk                       |
| 1977                              | London               | Masterpieces of Erotic Photography           | Aurum Press                       |
| 1978                              | Freiburg             | Friburg International Triennale              | Friburg Museum of Art             |
| 1978                              | Brno                 | Brno Biennale '78                            | 8th Graphic Art                   |
| 1978                              | Köln                 | Dumont Foto 1                                | Fotokunst Int.                    |
| 1978                              | London               | The Visual Dictionary of Sex                 | MacMillon                         |
| 1978                              | London               | Modern Publicity                             | Van Nostrand Reinhold             |
| 1979                              | London               | The Erotic Arts                              | Peter Webb                        |
| 1980                              | Zürich               | Graphis, Photographics                       | William B McDonald                |
| 1981                              | Mailand              | Women in the Magic Mirror                    | Bert Hartkamp                     |
| 1982                              | London/New York City | The Dictionary of Visual Language            | Philip Thompson & Peter Davenport |
| 1983                              | Cambridge            | The Autograph Book                           |                                   |
| 1984                              | Hamburg              | Die Schönen Geschöpfe – Tierfotos            | Stern                             |
| 1984                              | Hamburg              | Der erotische Augenblick                     | Stern Bibliothek                  |
| 1985                              | München              | Das Aktfoto                                  | Münchner Stadtmuseum              |
| 1986                              | Schaffhausen         | Ansichten vom Körper                         | Michael Kohler                    |
| 1987                              | London               | The Naked and the Nude                       | Jorge Lewinsky                    |
| 1987 to 1997 inclusive            | Tokio                | Pentax Annual                                | Pentax                            |
| 1989                              | Rochester            | Professional Photographic Illustration       | LoSapio                           |
| 1990                              | New York City        | Angels – An Endangered Species               | Malcolm Godwin                    |
| 1990                              | North Abbot          | The Tree                                     | Peter Wood                        |
| 1995                              | München              | Twen, Revision einer Legende                 | Michael Koetzle                   |
| 1997                              | Paris                | Love in the 20th Century                     | F. Montreynaud                    |
| 1997                              | München              | Willy Fleckhaus                              | Michael Koetzle & Carsten M. Wolf |
| 2000                              | New York City        | Cross                                        | Kelly Klein                       |
| 2000                              | USA                  | Emerging Bodies / Polaroid                   | Barbara Hitchcock                 |
| 2004                              | Charlestown          | Mary McFadden A life in Haute Couture        | Mary McFadden & Ruta Saliklis     |
| 2004                              | Paris                | Belles en Vogue                              | Florence Müller                   |

(1) Bei dem Art Director’s Index handelt es sich um einen für gewöhnlich bezahlten Eintrag; für diese Veröffentlichung bat der Verlag Sam Haskins jedoch um zusätzliches redaktionelles Material.

### Sam Haskins – Kunstgeschichte und Kritik
| Erscheinungsjahr | Erscheinungsort   | Buchtitel                                                    | Autor                  | Verlag            |
| ---------------- | ----------------- | ------------------------------------------------------------ | ---------------------- | ----------------- |
| 1976             | Paris             | La Photo                                                     | Chenz & Jeanloup Sieff | Denoël            |
| 1980             | London            | Photography in the 20th Century                              | Petr Tausk             | Focal Press       |
| 1983             | London            | How Famous Photographers Work                                | Jack Schofield         | Watson-Guptil     |
| 1985             | Prag              | Creative Colour Photography                                  | Petr Tausk             | Focal Press       |
| 1986             | Frankfurt am Main | Modern Colour Photography '36-'86                            |                        |                   |
| 1987             | London            | Masters of Photography                                       | D. Mrazkova            | Hamlyn            |
| 1996             | New York City     | Art Fundamentals – Theory & Practice                         | Otto Ocvirk            | McGraw Hill       |
| 1997             | Oxford            | The Story of Photography                                     | Michael Langford       | Focal Press       |
| 1998             | München           | Nude Photography – masterpieces from the past 150 years      | Peter-Cornel Richter   | Prestel           |
| 2001             | New York City     | Masters of the 20th Century(1)                               | Mervyn Kurlansky       | Graphis           |
| 2004             | Göteborg          | The Open Book – A history of the photographic book from 1878 | Andrew Roth            | Hasselblad Center |
| 2005             | Schweiz           | The Worlds Top Photographers – Nudes.                        | Anthony la Sala        | Rotovision        |

(1) Masters of the 20th Century (dt. Meister des 20. Jahrhunderts) behandelt Graphikdesigner und Typographen; es erwähnt lediglich zwei Fotografen, die als fotografische Illustratoren Aufnahme in dieses Buch fanden: Sam Haskins und Rankin Waddell.

## Auszeichnungen und Preise
Texte und Bilder
| Jahr | Stadt         | Auszeichnung     | Erhalten für                  | Verliehen von                      |
| ---- | ------------- | ---------------- | ----------------------------- | ---------------------------------- |
| 1964 | Paris         | Prix Nadar       | Cowboy Kate and other stories | Prix Nadar                         |
| 1969 | Jerusalem     | Silver Medal     | African Image                 | International Art Book Competition |
| 1974 | New York City | Gold Award       | Haskins Posters               | New York Art Director's Club       |
| 1980 | New York City | Book of the Year | Photo Graphics                | Kodak                              |

## Einzelausstellungen
| Jahr                            | Stadt        | Ausstellung                                                                                                  | Ort                        |
| ------------------------------- | ------------ | --- | -------------------------- |
| 1960                            | Johannesburg | Photographic Illustration                                                                                    | Orrco Theatre              |
| 1970                            | Tokio        | Sam Haskins                                                                                                  | Pentax Gallery             |
| 1970                            | Tokio        | Sam Haskins '70                                                                                              | Isetan Gallery             |
| 1972                            | London       | Haskins Posters                                                                                              | Photogephers Gallery       |
| 1973                            | Paris        | Haskins Posters                                                                                              | FNAC Gallery               |
| 1973                            | Tokio        | Haskins Posters                                                                                              | Isetan Gallery             |
| 1974                            | Amsterdam    | Haskins Posters                                                                                              | Canon Gallery              |
| 1974                            | London       | Pentax Calendar '75                                                                                          | Pentax Gallery             |
| 1976                            | Tokio        | Scandinavian Landscapes                                                                                      | Isetan Gallery             |
| 1976                            | London       | Calendar '77                                                                                                 | Pentax Gallery             |
| 1979                            | London       | New Work | Pentax Gallery             |
| 1980                            | London       | Photo Graphics                                                                                               | National Theatre           |
| 1980                            | London       | Photo Graphics                                                                                               | Kodak Gallery              |
| 1980                            | Norwich      | Photo Graphics                                                                                               | Sainsbury Centre           |
| 1980                            | Bath         | Photo Graphics                                                                                               | RPS Gallery                |
| 1981                            | Glasgow      | Photo Graphics                                                                                               | Hillhead Gallery           |
| 1981                            | Rotterdam    | Photo Graphics                                                                                               | Pentax Gallery             |
| 1981                            | Zürich       | Photo Graphics                                                                                               | Pentax Gallery             |
| 1981                            | Tokio        | Photo Graphics                                                                                               | Pentax Forum               |
| 1981                            | New York     | Photo Graphics                                                                                               | Neikrug Gallery            |
| 1984                            | Bologna      | Sam Haskins à Bologna                                                                                        | Galleria d'Accursio        |
| 1985                            | Tokio        | The Best of Sam Haskins                                                                                      | Pentax Forum               |
| 1986                            | Osaka        | The Best of Sam Haskins                                                                                      | Printemps                  |
| 1987                            | London       | Graphic Work                                                                                                 | Saatchi & Saatchi          |
| 1987                            | Tokio        | Calendar '88                                                                                                 | Pentax Forum               |
| 1990                            | Tokio        | The Image Factor                                                                                             | Pentax Forum               |
| 1990                            | Osaka        | The Image Factor                                                                                             | Pentax Forum               |
| 1991                            | Auckland     | The Image Factor                                                                                             | Conference Centre          |
| 1991                            | Sydney       | The Image Factor                                                                                             | Conference Centre          |
| 1991                            | Hong Kong    | The Image Factor                                                                                             | Conference Centre          |
| 1992                            | Tokio        | Remember Barcelona                                                                                           | Pentax Forum               |
| 1992                            | Osaka        | Remember Barcelona                                                                                           | Pentax Gallery             |
| 1992                            | Glasgow      | Now & Then                                                                                                   | MNS Photocolor             |
| 1993                            | Tokio        | Hearts | Pentax Forum               |
| 1993                            | Osaka        | Hearts | Pentax Gallery             |
| 1996                            | Tokio        | Sam Haskins – Monochrome                                                                                     | Pentax Forum               |
| 1996                            | Osaka        | Sam Haskins – Monochrome                                                                                     | Pentax Gallery             |
| 1999                            | London       | Innovations & other stories                                                                                  | Focus Gallery              |
| 2000                            | Berlin       | Image2 | Gallery Argus Fotokunst    |
| 2003                            | New York     | Sam Haskins                                                                                                  | Michael Gallagher Gallery  |
| 2004                            | Paris        | Sam Haskins                                                                                                  | Marlat                     |
| 2004                            | Amsterdam    | Sam Haskins                                                                                                  | Gallery Wouter van Leeuwen |
| 2006–2007 (8. Dez. – 22. April) | Canberra     | Sam Haskins – Portraits & Other stories Ausstellung (Memento vom 4. Oktober 2008 im Webarchiv archive.today) | National Portrait Gallery  |

## Gruppenausstellungen
| Jahr | Stadt             | Ausstellung                       | Galerie               |
| ---- | ----------------- | --------------------------------- | --------------------- |
| 1970 | Köln              | 4 Masters of Erotic Photography   | Photokina '70         |
| 1970 | Europa            | 4 Masters of Erotic Photography   | (Wanderausstellung)   |
| 1972 | London            | Who Are You                       | Gimpel Fils Gallery   |
| 1973 | Hamilton (Kanada) | Top 10 Photographers              | Mc Masters University |
| 1985 | München           | Das Aktfoto                       | Stadtmuseum           |
| 1986 | Deutschland       | Das Aktfoto                       | (Wanderausstellung)   |
| 1986 | Köln              | 50 yrs. Modern Colour Photography | Photokina             |
| 1989 | Prag              | 150 Years of Photography          | Narodni Gallery       |
| 1995 | München           | Twen Magazine                     | Stadtmuseum           |

## Dokumentationen
| Jahr | Stadt   | Titel                               | Produktionsgesellschaft        |
| ---- | ------- | ----------------------------------- | ------------------------------ |
| 1973 | London  | Sam Haskins                         | London Film School             |
| 1987 | Locarno | Grandii Fotografi                   | Polyvideo SA                   |
| 1990 | London  | Sam Haskins – Pentax 67             | Luke Jeans                     |
| 2002 | London  | Oral History of British Photography | British Library Sound Archives |